# Erlöserkirche (Działdowo)
Die Erlöserkirche in Działdowo ist ein Gotteshaus der Evangelisch-Augsburgischen Kirchengemeinde in der Kreisstadt Działdowo (deutsch Soldau) der polnischen Woiwodschaft Ermland-Masuren. Die Besonderheit dieser Kirche ist die Glasarchitektur im Inneren des Gotteshauses.

## Geographische Lage
Die Stadt Działdowo liegt im Südwesten der Woiwodschaft Ermland-Masuren am Schnittpunkt der drei Woiwodschaftsstraßen 542, 544 und 545. Hier treffen außerdem drei Eisenbahnlinien zusammen, darunter der Hauptstrecke Danzig–Warschau. Die Erlöserkirche steht im nordöstlichen Stadtzentrum an der ulica Jagiełły.

## Kirchengebäude
Eine erste Kirche in Soldau wurde im 14. Jahrhundert in der Zeit des Deutschen Ordens gebaut. Mit der Reformation nahm sie die evangelische Konfession an. Aufgrund von Zerstörung und Verfall kam es mehrfach zu Restaurierungs- und Wiederaufbauarbeiten, so 1796/97 und auch 1927/30. Bis 1972 war die Kirche Eigentum der evangelischen Kirche – in den unterschiedlichen Verfassungsformen der Evangelischen Kirche der Altpreußischen Union, der Unierten Evangelischen Kirche in Polen und der Evangelisch-Augsburgischen Kirche in Polen. Sie ging dann in den Besitz der Stadt Działdowo über, die sie ihrerseits am 11. April 1982 der römisch-katholischen Pfarrgemeinde St. Adalbert (polnisch sw. Wojciech) übereignete. Als „Kreuzerhöhungskirche“ ist sie seit dem 1. November 1987 die zweite der heute drei katholischen Pfarrkirchen in der Stadt.
Die evangelische Gemeinde verlegte ihre Gottesdienste in einen als Kapelle hergerichteten Raum im Pfarrhaus an der ul. Jagiełły. Bereits 1973 versuchte man, eine kleine Kirche für etwa 100 Personen zu bauen. Damals gab es 170 Gemeindeglieder in Działdowo. Diese Pläne jedoch konnten nicht umgesetzt werden. Erst im Jahre 2005 war es der Gemeinde möglich, den Beschluss zum Bau einer Kirche zu fassen. Da das Grundstück an der ul. Jagiełły nicht erweitert werden konnte, stand nur ein Platz unmittelbar neben dem Pfarrhaus zur Verfügung. Am 7. Oktober 2007 erfolgte die Grundsteinlegung. Der Bau ging so zügig voran, dass man bereits am Heiligabend des gleichen Jahres in der noch unfertigen Kirche den ersten Gottesdienst feierte. Am 7. Juni 2008 schließlich fand die feierliche Einweihung der Kirche statt, die der Leitende Bischof der Evangelisch-Augsburgischen Kirche in Polen Janusz Jagucki aus Warschau vornahm. Die Kirche erhielt den Namen „Erlöserkirche“ (polnisch Kościół Zbawiciela).
Es entstand ein Bauwerk, bei dem man die kulturellen Elemente Masurens mit moderner Architektur zu vereinen suchte. Bereits in der Entwurfsphase arbeiteten die Architekten Robert und Grażyna Futerhendler aus Karpacz (deutsch Krummhübel) mit dem Künstler Tomasz Urbanowicz aus Breslau zusammen. Urbanowicz ist für seine architektonischen Glaskunstwerke berühmt. Und sie prägen das Bild der inneren Kirche.
Der zentrale Fußbodenbereich der Kirche ist mit glänzenden Fliesen belegt. Sie verstärken mit natürlichem Licht die Wirkung der montierten Glaskunstwerke, von denen das Kreuz in der Altarwand sogleich ins Auge fällt. Das dominant erscheinende sechs Meter hohe Kreuz symbolisiert die Darstellung des Sieges Jesu („Erlösung“) über den Tod. Das Glasinnere ist in drei Farben gehalten: – violett als Farbe des Leides und der Qual als Ergebnis der Erbsünde, – weiß als Symbol der Reinheit und der Unschuld im Opfer des Erlösers, – grün als Farbe der Hoffnung und Zukunft und ewigen Lebens der Erlösten. Die einzige Ausnahme im Farbschema ist ein roter Streifen an der Stelle der Wunden des Leibes Jesu.
Auf beiden Seiten des Kreuzes an der Altarwand hat Tomas Urbanowicz in zwei Glasfenstern die griechischen Buchstaben Alpha und Omega platziert. Sie beziehen sich auf das Wort aus der Offenbarung des Johannes 1,8: Ich bin das A und das O, der Anfang und das Ende.
Die Altarplatte wurde auch aus dreifarbigem Glas geschaffen. Sie ruht auf Beinen in der Form des griechischen Buchstabens Omega und symbolisiert den zerrissenen Schleier im Tempel in der Todesstunde Jesu. In das Glas ist das Wort Ich bin der Weg und die Wahrheit und das Leben aus dem Evangelium nach Johannes, Kap. 14,6, eingeprägt. Auf der Altarplatte befindet sich ein Glasständer zur Ablage der Bibel.
Die Kanzel ist aus dem Emblem der Lutherrose geformt.
Ein weiteres Glasstück befindet sich an der Brüstung der Empore: ein Fisch. Er gilt als erstes Symbol des Christentums.

## Kirchengemeinde
Das Leben der evangelischen Kirchengemeinde in Działdowo wurde nach 1945 in Übernahme von der Unierten Evangelischen Kirche in Polen von der Evangelisch-Augsburgischen Kirche in Polen fortgeführt. Verschiedene Geistliche betreuten die Gemeinde, wohnten meistenteils in Nachbarstädten. Sei 1983 ist Pfarrer Waldemar Kurzawa im Dienst in Działdowo. Erst im Jahre 1996 übernahm er offiziell die Pfarrstelle und wurde damit der erste reguläre Nachkriegspfarrer der Gemeinde Działdowo.
Die evangelische Gemeinde in Działdowo gibt es seit der Reformationszeit. Sie beabsichtigt im Jahre 2025 feierlich das 500-jährige Kirchenjubiläum zu begehen. Der Einzugsbereich hat sich nach 1945 erheblich vergrößert, sind doch die Nachbargemeinden oft mehr als 20 Kilometer weit entfernt. Der Pfarrei zugeordnet wurde als Filialkirche das Gotteshaus in Lidzbark (auch: Lidzbark Welski, deutsch Lautenburg).